# ساتاوان
آب‌سنگ حلقوی ساتاوان یک آب‌سنگ حلقوی با دوری نزدیک به ۲۵۰ کیلومتر (۱۶۰ مایل) در جنوب خاوری تالاب چوک است. از نظر جغرافیایی، آب‌سنگ حلقوی ساتاوان بخشی از جزایر نوموئی یا مورتلوک در جزایر کارولین است و از دید تقسیمات کشوری در ایالت چوک، ایالات فدرال میکرونزی قرار دارد. نزدیک به ۳۰۰۰ نفر در منطقه‌ای با مساحت حدود ۵ کیلومتر مربع (۱٫۹ مایل مربع) زندگی می‌کنند.
در هنگام جنگ جهانی دوم، یک پایگاه هوایی امپراتوری ژاپن در شمال این آب‌سنگ حلقوی قرار داشت.

## تقسیمات کشوری
آب‌سنگ حلقوی ساتاوان، ۴ منطقه شهرداری از ۴۰ منطقه شهرداری ایالت چوک را در بر می‌گیرد که این منطقه‌ها به نام آبخوست‌های خود نام‌گذاری شده‌اند:
- ساتُوان (ساتاوان) در خاور
- تا در جنوب
- کوتو در باختر
- موچ (مُر) در شمال

شهرداری‌های ساتوان و تا از دید آماری در مورتلوکس سفلی و کوتو و موچ در مورتلوکس میانه جا دارند.
در سال ۲۰۰۰، ۲,۹۳۵ نفر در آب‌سنگ حلقوی ساتاوان زندگی می‌کردند. این آب‌سنگ حلقوی با احتساب تالاب آن، ۴۱۹ کیلومتر مربع (۱۶۲ مایل مربع) مساحت دارد. اما مساحت خشکی آن تنها ۴٫۶ کیلومتر مربع (۱٫۸ مایل مربع) است.
هر آبخوست، قانون اساسی خود را دارد. بنابراین، شهردار و معاون شهردار هر آبخوست جداگانه است. تنها مالیات موجود، ۵ دلار آمریکا در سال به ازای داشتن هر سگ است.

## تاریخچه
کاپیتان جیمز مورتلوک در ۱۹ و ۲۷ نوامبر ۱۷۹۵ هنگام دریانوردی از پورت جکسون (بندرگاه سیدنی) استرالیا به وامپوآ (پاجو) در چین با کشتی یانگ ویلیام به دو مجمع‌الجزایر رسید. هر دو این مجمع‌الجزایر، بعدها "جزایر مورتلوکس" نامیده می‌شدند که گیج کننده بود.
در هنگام جنگ جهانی دوم، یک پادگان ژاپنی در جزایر مورتلوکس قرار داشت. تحت فرماندهی سرهنگ ماساتاکه توبیتا، ۷۵۳ سرباز ارتش امپراتوری ژاپن و ۶ تانک متوسط و ۲۵۷ سرباز نیروی دریایی امپراتوری ژاپن شامل خدمه پایگاه هوایی در این پادگان فعالیت می‌کردند. برخی یادگارهای ژاپنی هنوز در در ساتاوان پیدا می‌شوند که شامل تانک (در جاده اصلی)، چند هواپیمای کوچک (زمانی این جزیره، ناو هواپیمابر ژاپن بود) و برج‌های دیدبانی سنگی در طول کنار شمال خاوری می‌شوند. در هنگام جزر، به آسانی می‌توان از ساتاوان تا تا پیاده‌روی کرد. در انتهای جزیره که به آن "تا" گفته می‌شود یک توپ بزرگ ژاپنی باقی مانده که رو به اقیانوس دارد.

## جزئیات
یک دبستان و دبیرستان برای ساکنان این آبخوست‌ها وجود دارد. در این جزیره، نیروی برق و آب لوله کشی دائمی وجود ندارد. توان خورشیدی برای دبیرستان محلی (دبیرستان مورتلوک) فراهم است. در ساتاوان دسترسی به اینترنت ماهواره‌ای وجود دارد. تا مه ۲۰۱۰ تنها راه رفت‌وآمد، استفاده از قایق حمل بار ماهی‌گیری به نام نوماسپی بود که ماهی یک بار در یک سفر ۶ روزه از مورتلوک تا ونو را می‌پیمود و هزینه بلیط آن ۴۰ دلار بود. اما این امکان، اکنون دیگر وجود ندارد و به جای آن از کشتی‌های بزرگ حمل کالا و مسافر استفاده می‌شود که بین پوناپی، ونو، و تالاب چوک رفت‌وآمد می‌کنند و در این میان در جزایر مورتلوکس نیز توقف می‌کنند. هزینه مسافرت یک طرفه از ساتوان تا ونو ۱۲ دلار است. کشتی‌های باری کوچک محلی نیز وجود دارند که دفعات بیشتری این مسیر را می‌پیمایند. خطوط هوایی جزیره کارولین تنها ارائه دهنده پروازهای هوایی در این منطقه است. پس از فرود هواپیما مسافران باید ۲۰ دقیقه با قایق موتوری تا رسیدن به ساتاوان وقت صرف کنند.

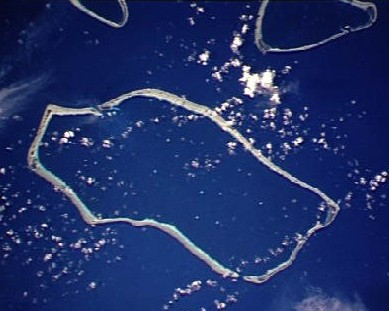
آب‌سنگ حلقوی ساتاوان از دید ماهواره اداره کل ملی هوانوردی و فضا (ناسا)